# Étoile variable de type EX Lupi
Une (étoile) variable de type EX Lupi est un jeune objet stellaire de la pré-séquence principale, de faible masse, dont les éruptions épisodiques sont attribuées à l'augmentation temporaire de l'accrétion d'un disque circumstellaire vers l'étoile en formation.
Les variables de ce type sont ainsi désignées d'après l'étoile EX Lupi, dans la constellation du Loup, qui est leur prototype. Elles forment une sous-classe des variables de type T Tauri.

## Terminologie
Les variables de type EX Lupi sont aussi désignées comme des objets (de type) EX Lupi — de l'anglais EX Lupi(-like) object(s) — ainsi que par les acronymes EXor(s) et subFUor(s).